# تام ولینگ
تام ولینگ (به انگلیسی: Tom Welling) با نام تولد توماس جان پاتریک ولینگ متولد ۲۶ آوریل ۱۹۷۷ بازیگر، کارگردان، تهیه‌کننده و مدل آمریکایی بوده که بیشتر به دلیل ایفای نقش کلارک کنت یا سوپرمن در سریال اسمالویل شناخته می‌شود.

## زندگی‌نامه
تام ولینگ در سال ۱۹۷۷ در نیویورک زاده شد. خانواده او پس از مدتی به میشیگان نقل مکان کرده و تام دورهٔ دبیرستان خود را در آنجا گذراند. در این مدت او در نمایش‌های دبیرستانی فعالیت می‌کرد. اما پس از مدتی به ورزش علاقه‌مند شد. او در تیم‌های بیسبال و فوتبال مدرسه عضویت داشت، اما ورزش مورد علاقه او همیشه بسکتبال بوده است.

## دوران مدلینگ و آغاز بازیگری
ولینگ در سال ۱۹۹۸ در یک مهمانی توسط یکی از نمایندگان استعداد یابی کشف و به آژانس مدلینگ لوییسا معرفی شد. سپس در سال ۲۰۰۰ به لس آنجلس نقل مکان کرده و در آنجا برای کمپانی‌های معروفی از جمله تامی هیلفیگر، ابرکرامبی و فیچ و کالوین کلین به فعالیت پرداخته و در همان سال در موزیک ویدئوی آنجلا ویا بازی کرد.
وی به دلیل اینکه از شغل مدل بودن متنفر بود، کم‌کم به سمت بازیگری سوق پیدا کرده و برای بازی در سریال‌هایی از جمله فرندز تست داد.
اولین تجربهٔ بازیگری او در سال ۲۰۰۱ و در سریال قضاوت دربارهٔ امی بود. پس از آن وی توانست تنها در چند نقش کوچک در در برنامه‌ها و سریال‌های تلویزیونی شرکت کند.
در سال ۲۰۰۱ ولینگ برای بازی در سریال اسمالویل تست داد و در نهایت برای ایفای نقش کلارک کنت برگزیده شد.
او برای ایفای این نقش نامزد جوایز بسیاری از جمله تیین چوییس آواردز و اِمی شد.
از فیلم‌ها یا برنامه‌های تلویزیونی که وی در آن نقش داشته‌است می‌توان به دوجینش ارزان‌تر است و دوجینش ارزان‌تر است ۲ و انتخاب اشاره کرد.

## فیلم‌شناسی

### فیلم‌ها
| سال  | عنوان                | نقش                 | توضیحات                       |
| ---- | -------------------- | ------------------- | ----------------------------- |
| 2003 | دوجینش ارزان‌تر است   | چارلی بیکر          | نامزد جایزهٔ تیین چوییس آواردز |
| 2005 | مه                   | نیک کستل            |                               |
| 2005 | دوجینش ارزان‌تر است ۲ | چارلی بیکر          |                               |
| 2013 | پارکلند              | روی کلرمن           |                               |
| 2014 | روز عضوگیری          | بریان درو           |                               |
| 2016 | انتخاب               | دکتر رایان مک کارتی |                               |
| 2022 | حرفه‌ای ها            | وینسنت کوربو        |                               |

### سریال‌های تلویزیونی
| سال       | عنوان            | نقش                | توضیحات               |
| --------- | ---------------- | ------------------ | --------------------- |
| 2001      | قضاوت دربارهٔ امی | راب ملتزر          | فصل دوم، شش اپیزود    |
| 2001      | یگان ویژهٔ ۲      | راب ملتزر          | فصل اول، اپیزود شش    |
| 2001      | اعلام نشده       | تام                | فصل اول، اپیزود اول   |
| 2001-2011 | اسمالویل         | کلارک کنت / سوپرمن | نقش اصلی - ۲۱۸ اپیزود |
| 2018_2017 | لوسیفر           | قابیل/مارکوس پیرس  | فصل سوم               |